# Szczyt Puchalskiego
Szczyt Puchalskiego (ang. Puchalski Peak) – nunatak na Wyspie Króla Jerzego w południowej części półwyspu Kraków Peninsula, na wybrzeżu Zatoki Admiralicji. Wznosi się na 190 m n.p.m. między Lodowcem Ochrony Przyrody a Lodowcem Rybaka.
Nazwę nadała polska ekspedycja antarktyczna na cześć inż. Włodzimierza Puchalskiego. 